# 손용택
손용택(孫龍澤, 1939년 3월 12일 - 2017년 3월 6일)은 1991년 대한민국 지방 선거에서 당선된 경상남도의회의원이었다. 지역구는 창원군 제2선거구 (동면, 대산면)으로 현재의 의창구 읍면 일부 지역이었다.

## 학력
- 창원신방초등학교
- 진영중학교
- 진영농업고등학교 졸업

## 가족
손용택의 후손들은 대부분 메가스터디의 경영에 참여하고, 나머지는 종교적인 활동에 종사하고 있다.
- 어머니 최무선[1]
- 부인 최성례
- 장남(1째) 손주은[2]
  - 손녀 손희소: 메가스터디 주주[2][3]
    - 손녀 사위  데이비드 김(David Kim): 메가스터디 주주[2]

  - 손자 : 손희재
- 장녀(2째) 손은희 : 주부, 메가스터디 주주[2]
  - 사위 김성오 : 메가스터디  부회장[4]
- 차녀(3째) 손은실 : 종교학자, 신학자, 전 장로회신학대학교 교수 및 서울대학교 종교학과 교수
  - 사위 박노양 : 한국정교회출판사 대표[3]
- 차남(4째) 손성은: 메가스터디 주주 및 메가스터디교육 대표[2]
  - 며느리 김정아[3]
- 3녀(5째) 손은정: 뇌졸중장애인선교회 목사
  - 사위 이상록: 도봉장애인복지관 관장[3]
- 4녀(6째) 손은진 : 메가스터디 대표 및 주주[2]